# Leichtathletik-Weltmeisterschaften 2011/Hammerwurf der Frauen

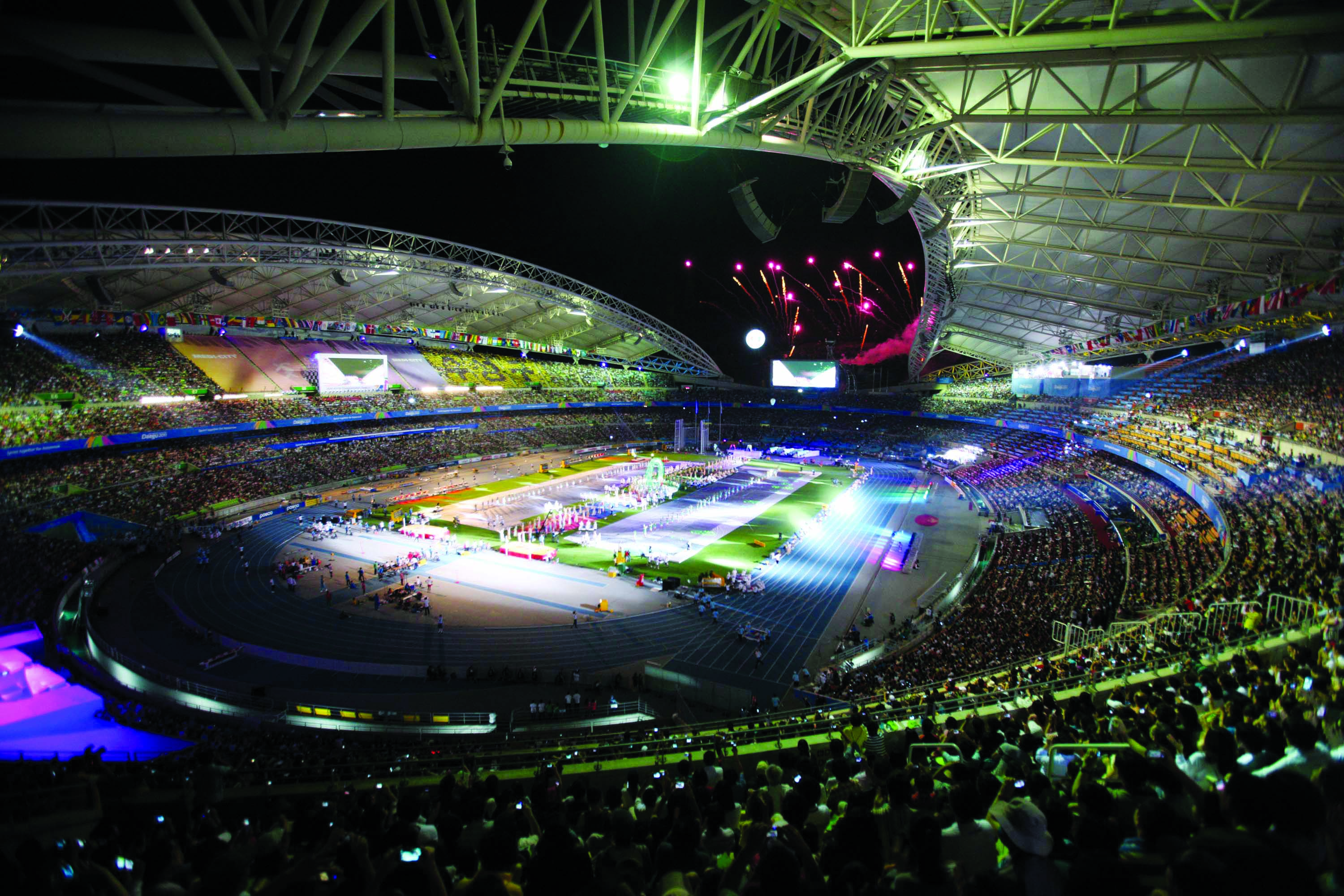
Das Daegu-Stadion im Jahr 2010

Der Hammerwurf der Frauen bei den Leichtathletik-Weltmeisterschaften 2011 wurde am 2. und 4. September 2011 im Daegu-Stadion der südkoreanischen Stadt Daegu ausgetragen.
Es siegte die russische Vizeweltmeisterin von 2005 und Europameisterin von 2006 Tatjana Lyssenko. Rang zwei belegte die deutsche Weltmeisterin von 2007, Vizeweltmeisterin von 2009, amtierende Europameisterin und Weltrekordinhaberin Betty Heidler. Bronze ging an die chinesische Olympiazweite von 2008, WM-Dritte von 2007 und zweifache Asienmeisterin (2005/2009) Zhang Wenxiu.

## Bestehende Rekorde
| Weltrekord               | 79,42 m | Betty Heidler    | Halle (Saale), Deutschland     | 21. Mai 2011    |
| Weltmeisterschaftsrekord | 77,96 m | Anita Włodarczyk | WM 2009 in Berlin, Deutschland | 22. August 2009 |

Der bestehende WM-Rekord wurde bei diesen Weltmeisterschaften nicht eingestellt und nicht verbessert.

## Doping
Eine positive Dopingprobe der zunächst achtplatzierten der Moldauerin Zalina Marghieva führte zur Streichung der Athletin aus der Mannschaft der Republik Moldau für die Olympischen Spiele 2012. Ihr Resultat von diesen Weltmeisterschaften wurde im Zuge der sich daraus ergebenden Konsequenzen annulliert.

## Legende
Kurze Übersicht zur Bedeutung der Symbolik – so üblicherweise auch in sonstigen Veröffentlichungen verwendet:
| – | verzichtet |
| x | ungültig   |

## Qualifikation
Dreißig Teilnehmerinnen traten in zwei Gruppen zur Qualifikationsrunde an. Die Qualifikationsweite für den direkten Finaleinzug betrug 71,00 m. Acht Athletinnen übertrafen diese Marke (hellblau unterlegt). Das Finalfeld wurde mit den vier nächstplatzierten Sportlerinnen auf zwölf Werferinnen aufgefüllt (hellgrün unterlegt). So reichten für die Finalteilnahme schließlich 68,92 m.

### Gruppe A
2. September 2011, 10:00 Uhr
| Platz | Name                   | Nation              | Resultat (m) | 1. Versuch (m) | 2. Versuch (m) | 3. Versuch (m) | Anmerkung                 |
| 1     | Zhang Wenxiu           | Volksrepublik China | 74,17        | 74,17          | –              | –              |                           |
| 2     | Tatjana Lyssenko       | Russland            | 71,94        | 71,94          | –              | –              |                           |
| 3     | Kathrin Klaas          | Deutschland         | 71,69        | 69,26          | 69,57          | 71,69          |                           |
| 4     | Jessica Cosby          | USA                 | 71,06        | 71,06          | –              | –              |                           |
| 5     | Bianca Perie           | Rumänien            | 69,66        | 68,12          | 69,66          | 69,01          |                           |
| 6     | Stéphanie Falzon       | Frankreich          | 68,92        | x              | 68,92          | 67,37          |                           |
| 7     | Amber Campbell         | USA                 | 68,87        | 68,26          | 68,87          | x              |                           |
| 8     | Joanna Fiodorow        | Polen               | 66,88        | x              | 66,88          | x              |                           |
| 9     | Alexándra Papayeoryíou | Griechenland        | 66,77        | 64,38          | 65,58          | 66,77          |                           |
| 10    | Amy Sène               | Senegal             | 66,15        | 66,15          | x              | 61,31          |                           |
| 11    | Merja Korpela          | Finnland            | 65,64        | 63,93          | x              | 65,64          |                           |
| 12    | Vânia Silva            | Portugal            | 65,40        | 64,46          | 65,40          | 64,18          |                           |
| 13    | Heather Steacy         | Kanada              | 63,39        | 63,39          | x              | x              |                           |
| 14    | Kang Na-ru             | Südkorea            | 61,05        | 61,05          | x              | x              |                           |
| DOP   | Zalina Marghieva       | Moldau              | 70,09        | x              | 70,09          | 69,85          | für das Finale zugelassen |

In Qualifikationsgruppe A ausgeschiedene Hammerwerferinnen:

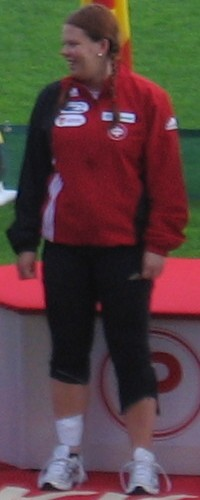
Merja Korpela Rang elf mit 65,64 m
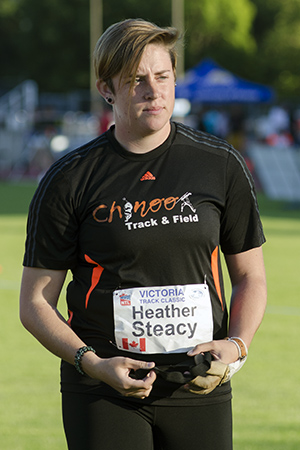
Heather Steacy Rang dreizehn mit 63,39 m

### Gruppe B
2. September 2011, 11:35 Uhr
| Platz | Name                 | Nation              | Resultat (m) | 1. Versuch (m) | 2. Versuch (m) | 3. Versuch (m) | Anmerkung                              |
| 1     | Yipsi Moreno         | Kuba                | 73,29        | 73,29          | –              | –              |                                        |
| 2     | Jennifer Dahlgren    | Schweden            | 72,70        | 67,81          | x              | 72,70          |                                        |
| 3     | Betty Heidler        | Deutschland         | 71,48        | 71,48          | –              | –              |                                        |
| 4     | Anita Włodarczyk     | Polen               | 71,09        | 71,09          | –              | –              |                                        |
| 5     | Silvia Salis         | Italien             | 69,82        | 69,82          | 66,58          | x              |                                        |
| 6     | Éva Orbán            | Ungarn              | 68,89        | 68,89          | 68,28          | x              | eigentlich für das Finale qualifiziert |
| 7     | Jeneva Stevens       | USA                 | 68,26        | 68,26          | 65,22          | 65,45          |                                        |
| 8     | Alena Matoschka      | Belarus             | 68,23        | x              | 68,23          | 67,88          |                                        |
| 9     | Marina Marghieva     | Moldau              | 67,95        | x              | 67,95          | x              |                                        |
| 10    | Berta Castells       | Spanien             | 67,74        | 67,74          | 65,22          | 67,02          |                                        |
| 11    | Natalija Solotuchina | Ukraine             | 67,57        | 67,44          | 67,57          | 65,93          |                                        |
| 12    | Mona Holm Solberg    | Norwegen            | 67,16        | 67,16          | 66,97          | x              |                                        |
| 13    | Sophie Hitchon       | Großbritannien      | 64,93        | 61,91          | x              | 64,93          |                                        |
| 14    | Masumi Aya           | Japan               | 64,09        | 60,14          | 64,09          | x              |                                        |
| 15    | Liu Tingting         | Volksrepublik China | 63,12        | 61,45          | 62,17          | 63,12          |                                        |

In Qualifikationsgruppe B ausgeschiedene Hammerwerferinnen:

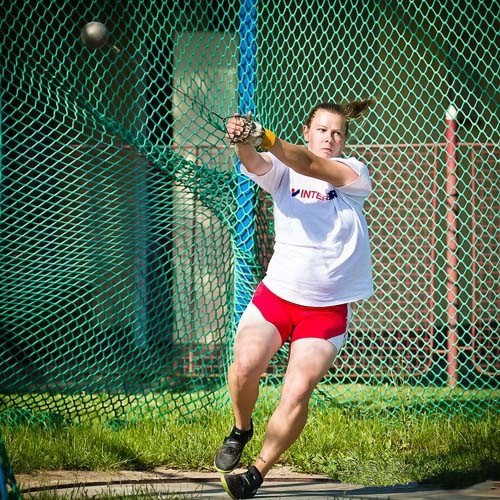
Éva Orbán hätte am Finale teilnehmen können, wurde jedoch von einer vor ihr liegenden gedopten Werferin verdrängt
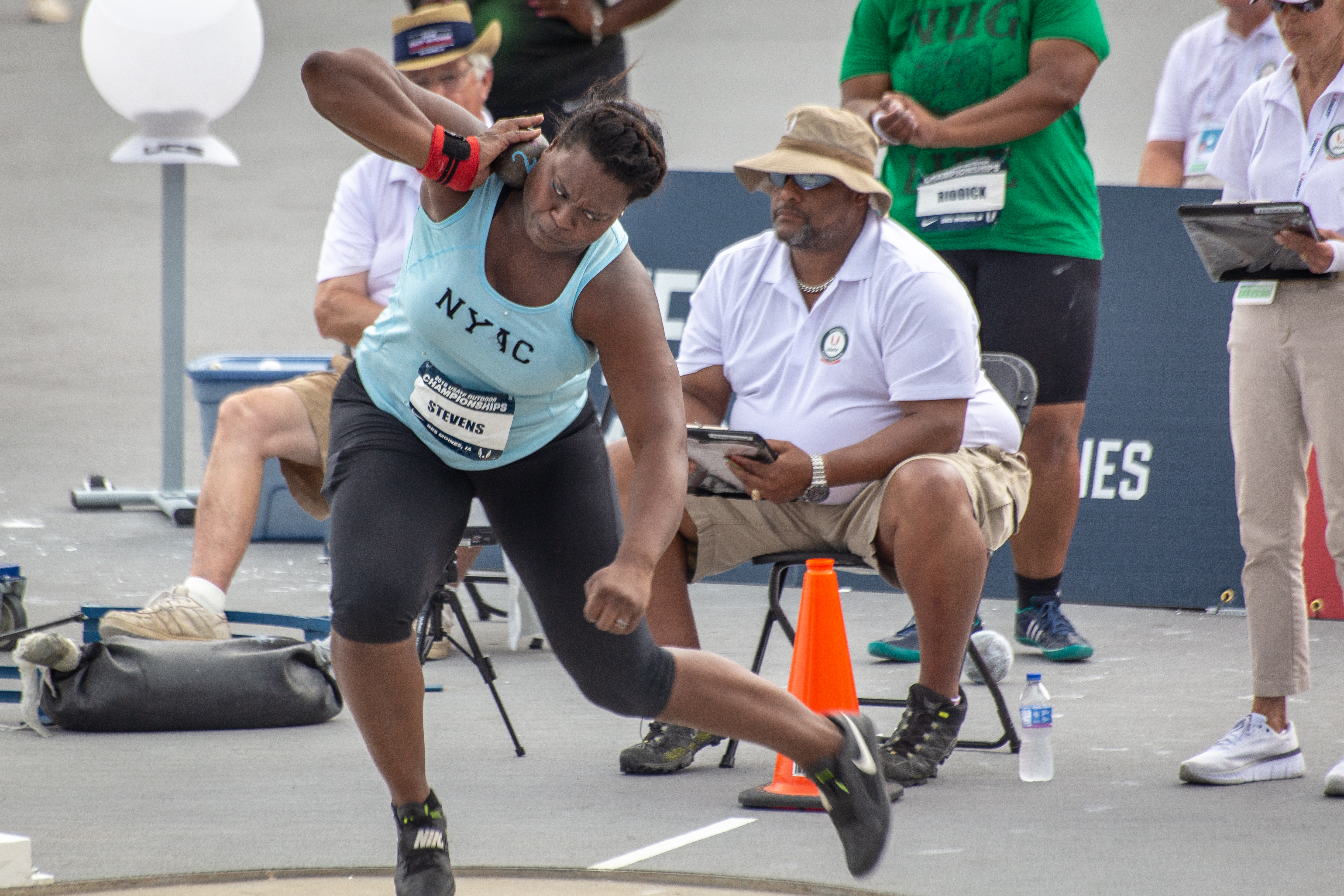
Jeneva Stevens Rang sieben mit 68,26 m
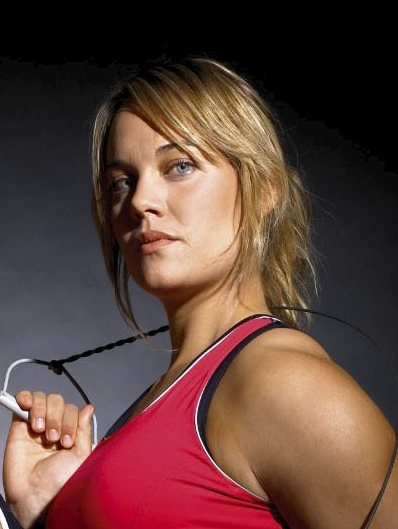
Berta Castells Rang zehn mit 67,74 m
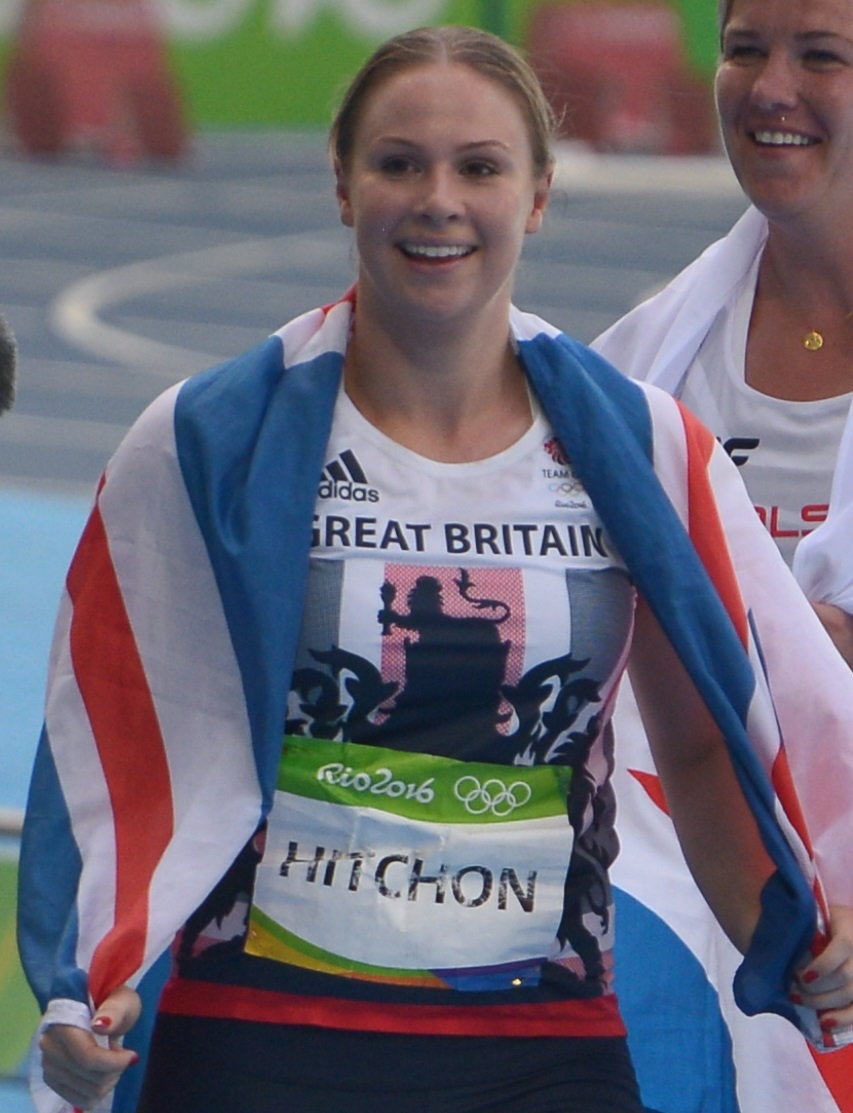
Sophie Hitchon Rang dreizehn mit 64,93 m

## Finale
4. September 2011, 18:15 Uhr
| Platz | Name              | Nation              | Resultat (m) | 1. Versuch (m) | 2. Versuch (m) | 3. Versuch (m) | 4. Versuch (m)                                | 5. Versuch (m)                                | 6. Versuch (m)                                |
| 1     | Tatjana Lyssenko  | Russland            | 77,13        | 76,80          | 77,09          | 77,13          | 74,51                                         | 75,05                                         | x                                             |
| 2     | Betty Heidler     | Deutschland         | 76,06        | x              | 73,96          | 74,70          | x                                             | 76,06                                         | x                                             |
| 3     | Zhang Wenxiu      | Volksrepublik China | 75,03        | 75,03          | 74,31          | x              | 73,17                                         | 71,86                                         | 74,79                                         |
| 4     | Yipsi Moreno      | Kuba                | 74,48        | 73,29          | x              | 74,48          | x                                             | x                                             | x                                             |
| 5     | Anita Włodarczyk  | Polen               | 73,56        | 73,56          | x              | 72,61          | x                                             | x                                             | 72,65                                         |
| 6     | Bianca Perie      | Rumänien            | 72,04        | 67,73          | 70,40          | 67,75          | 70,24                                         | 70,91                                         | 72,04                                         |
| 7     | Kathrin Klaas     | Deutschland         | 71,89        | 67,02          | 70,18          | 70,67          | 71,89                                         | 70,44                                         | x                                             |
| 8     | Silvia Salis      | Italien             | 69,88        | 68,61          | 69,88          | x              | eigentlich zu drei weiteren Würfen berechtigt | eigentlich zu drei weiteren Würfen berechtigt | eigentlich zu drei weiteren Würfen berechtigt |
| 9     | Jennifer Dahlgren | Schweden            | 69,72        | 68,27          | x              | 69,72          | nicht im Finale der besten acht Werferinnen   | nicht im Finale der besten acht Werferinnen   | nicht im Finale der besten acht Werferinnen   |
| 10    | Jessica Cosby     | USA                 | 68,91        | x              | 68,91          | 68,15          | nicht im Finale der besten acht Werferinnen   | nicht im Finale der besten acht Werferinnen   | nicht im Finale der besten acht Werferinnen   |
| 11    | Stéphanie Falzon  | Frankreich          | 66,57        | 66,57          | x              | x              | nicht im Finale der besten acht Werferinnen   | nicht im Finale der besten acht Werferinnen   | nicht im Finale der besten acht Werferinnen   |
| DOP   | Zalina Marghieva  | Moldau              | 70,27        | 69,99          | 68,13          | x              | 70,24                                         | 70,27                                         | 68,76                                         |

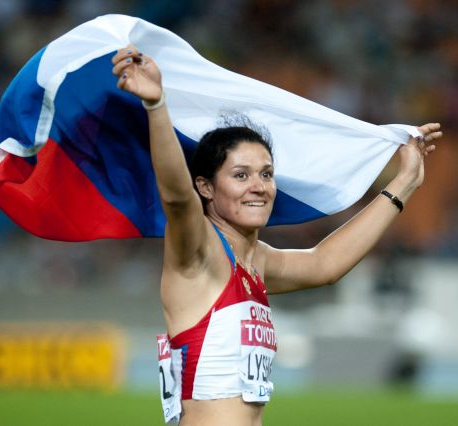
Weltmeisterin Tatjana Lyssenko – sie war 2005 Vizeweltmeisterin und 2006 Europameisterin
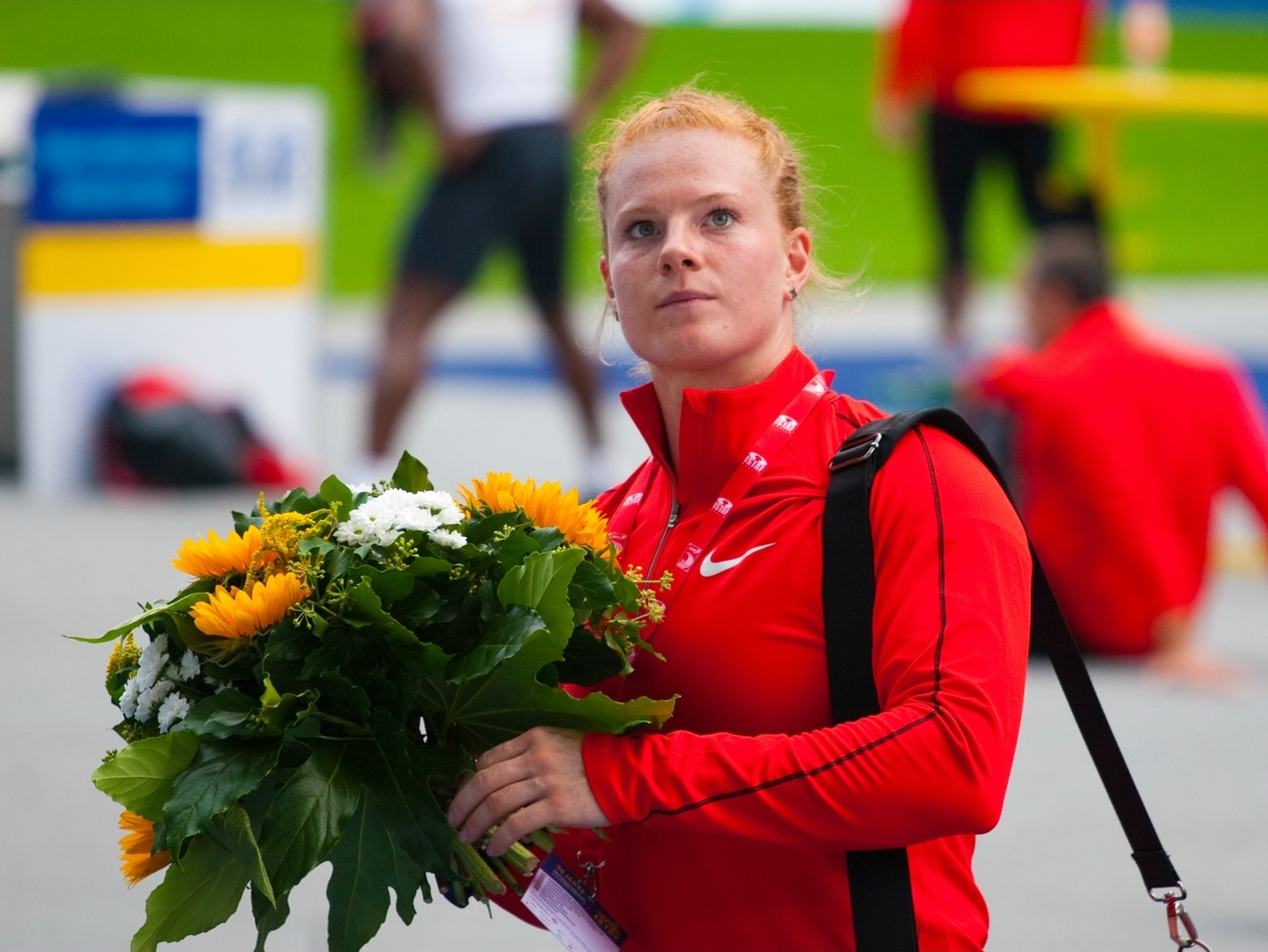
Die Weltmeisterin von 2007, amtierende Europameisterin und Weltrekordinhaberin Betty Heidler wurde wie 2009 Vizeweltmeisterin
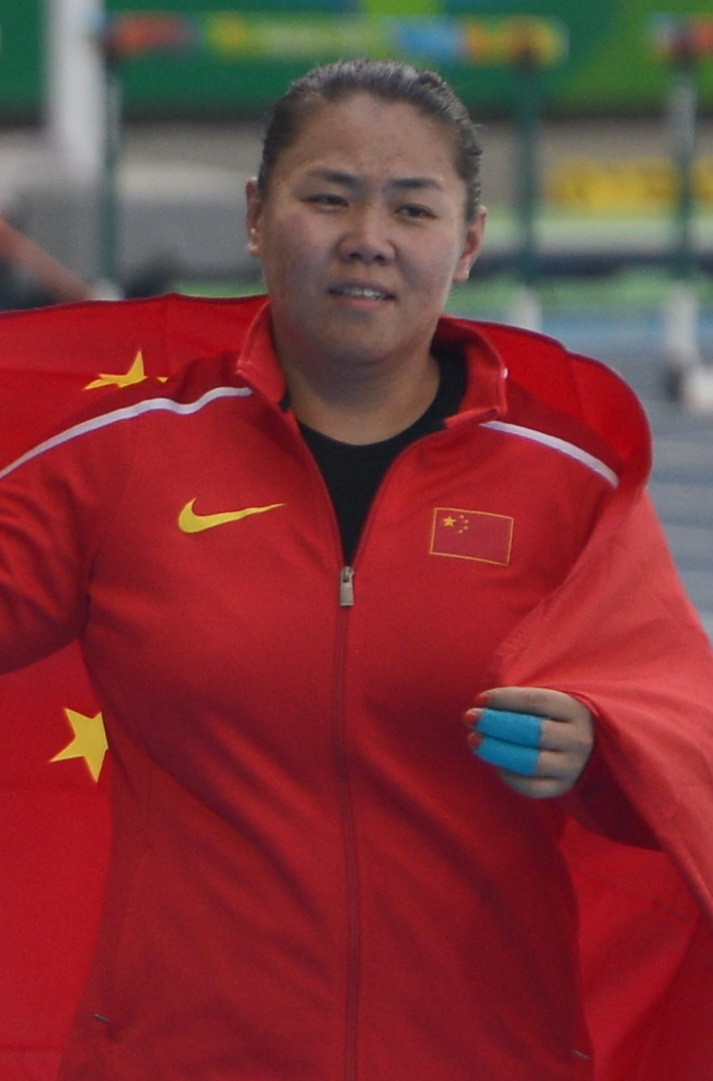
Bronze für die an die Olympiazweite von 2008 und WM-Dritte von 2007 Zhang Wenxiu
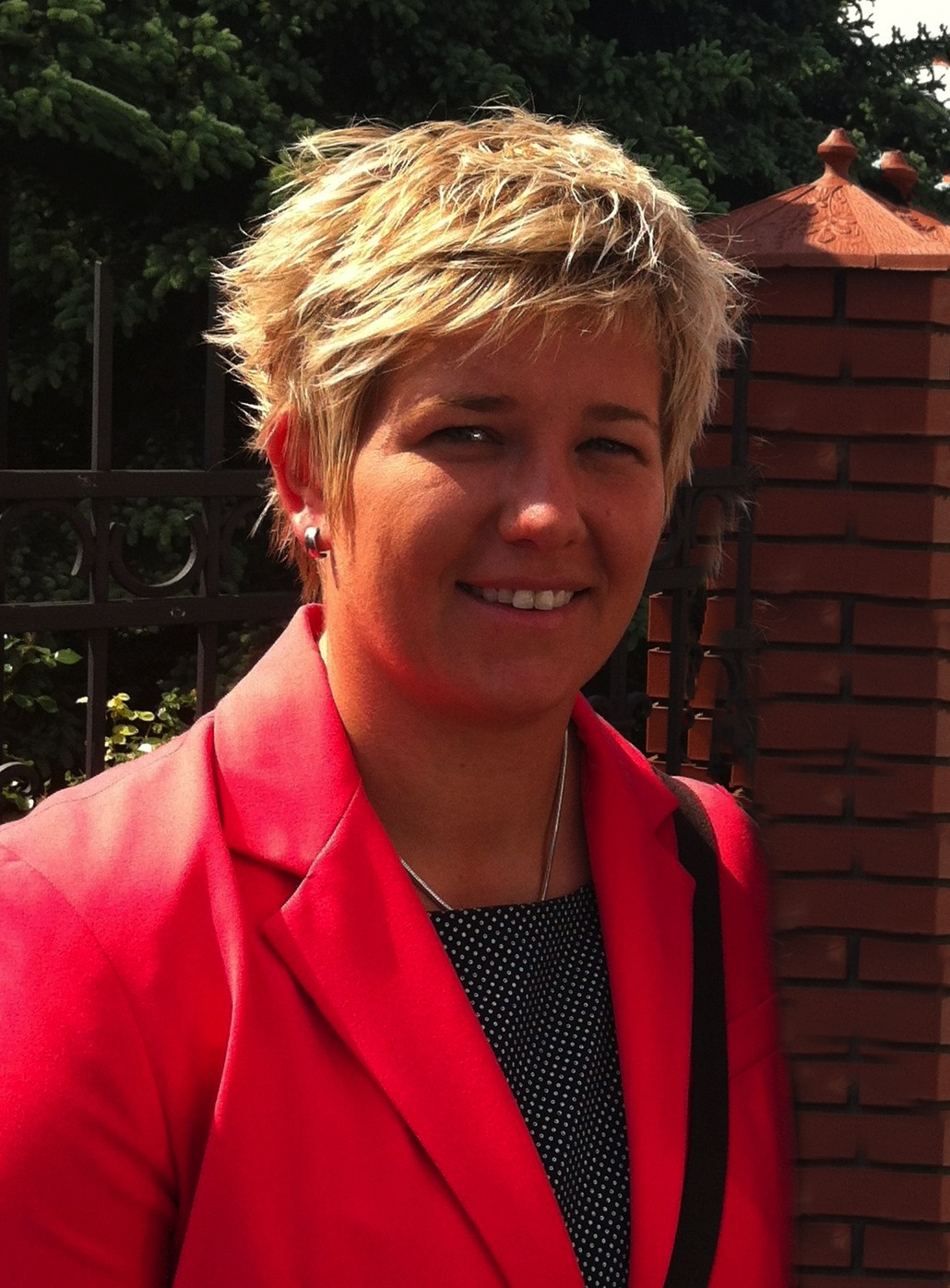
Die Titelverteidigerin und EM-Dritte von 2010 Anita Włodarczyk belegte Rang fünf
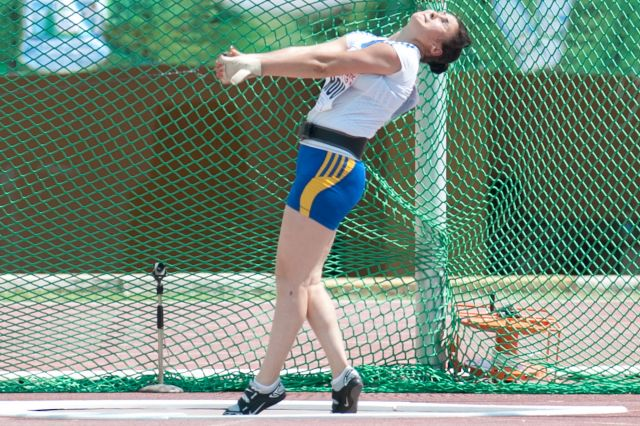
Bianca Perie kam auf den sechsten Platz
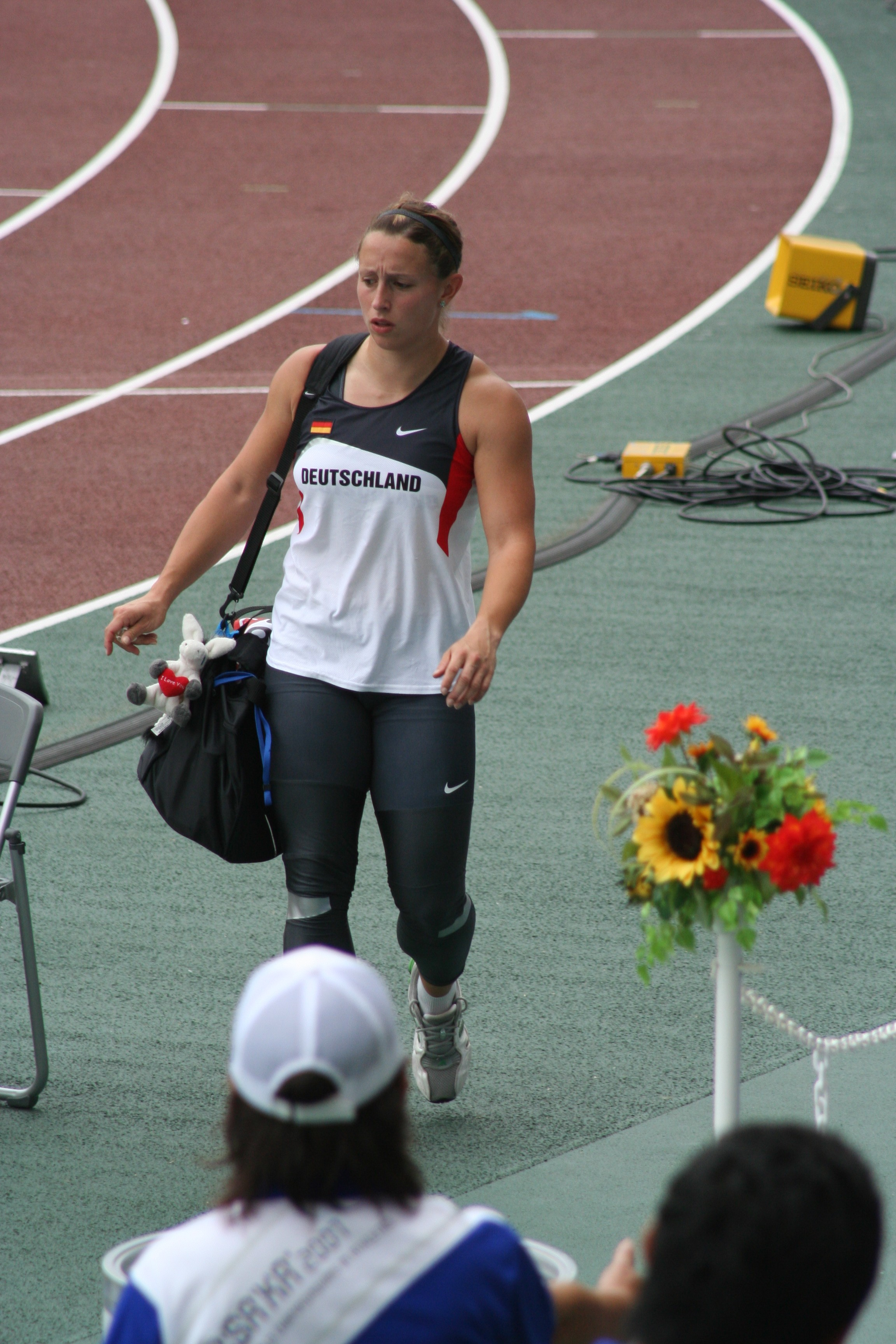
Kathrin Klaas erreichte Platz sieben
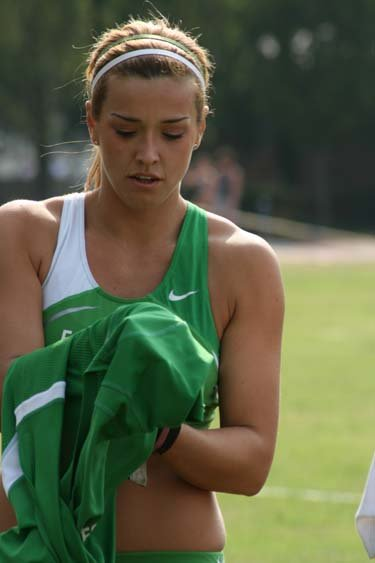
Der achtplatzierten Silvia Salis hätten im Finale drei weitere Versuche zugestanden
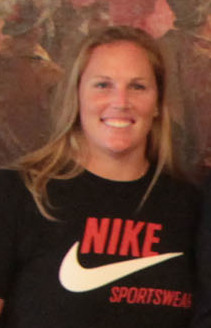
Rang zehn für Jennifer Dahlgren

## Video
- Women's Hammer Final featuring Tatyana Lysenko, youtube.com, abgerufen am 12. Januar 2021